# 谷關水庫
谷關水庫，位於台灣台中市和平區，即大甲溪中游、離天輪壩上游約6.7公里的峽谷。為供應大甲溪下游谷關發電廠發電及灌溉使用的小型水壩。

## 沿革
谷關壩工程於1957年（民國46年）9月12日開工，1961年（民國50年）12月完成二部機機，另外兩部機組於1966年（民國55年）2月完成，總裝置容量為180,000千瓦（180MW）。921大地震造成谷關壩水庫壩體及壩座等局部受損。七二水災則造成谷關發電廠受損，2008年重建後裝置容量提升為21萬2800千瓦（212.8 MW）。
谷關壩為國內高拱壩的始祖。由於大壩高度高，故有效蓄水量達1,120萬立方公尺，相當於一座中小型水庫的容量，蓄水後迴水上溯3.5公里，形成一人工湖泊。由於施工艱鉅，危險性高，工程期間因工殉職的員工達40多人。 

## 結構
谷關壩為法國柯英公司所設計，其中壩身潛水深39公尺之潛水溢流孔4孔，每秒可排洪5,670立方公尺，兼作排沙之用。此外，壩身下游的消能池部分沿岸壁及河床作混凝土保護層，以防洪水及堆積物沖刷。

## 水庫諸元

### 大壩
- 水壩壩型：單向彎曲混凝土拱壩
- 壩頂標高：952公尺
- 水壩高度：85.1公尺
- 水壩壩長：149公尺
- 壩頂寬度：4公尺
- 壩體積：77,700立方公尺

### 發電
- 取水閘門：2門、寬3.0公尺、高6.0公尺
- 使用電廠：大甲溪發電廠谷關分廠

### 庫容
- 正常蓄水位：標高950公尺
- 最高洪水位：標高952公尺
- 滿水位面積：56.77公頃
- 總蓄水量：13,200,000立方公尺
- 計畫有效蓄水量  112,000,000   立方公尺
- 現有效蓄水量 7,045,200 立方公尺(1986年測量)
- 計畫年運用水量 340,00,000  立方公尺

## 現況
谷關水庫目前尚堪用。由於921地震後，其唯一聯外道路——中橫公路之上谷關至德基嚴重毀損，加以之後多災多難的遭遇，此部分遂被劃入管制甚至封閉區域。而谷關水庫恰好位在此範圍內，故如今雖已有沿青山下線重修的台8線臨37便道，除了梨山當地居民、在梨山工作的人員外，曾一度因一般外人不得通行之，皆已無緣得見，僅能藉由公開在谷歌地球上的空照圖一睹其貌。隨著管制放寬，一般民眾可在台中市公車865路有運行期間，預約並搭乘之，於行駛途中觀看。

## 圖集

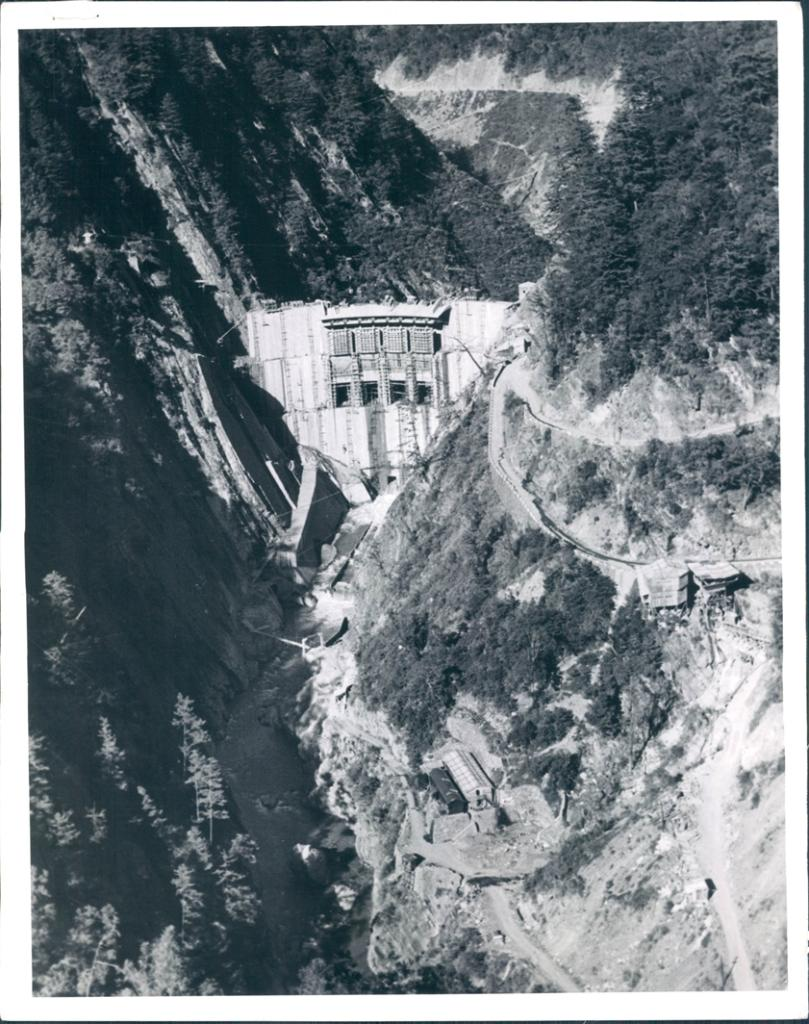
谷關壩舊照。
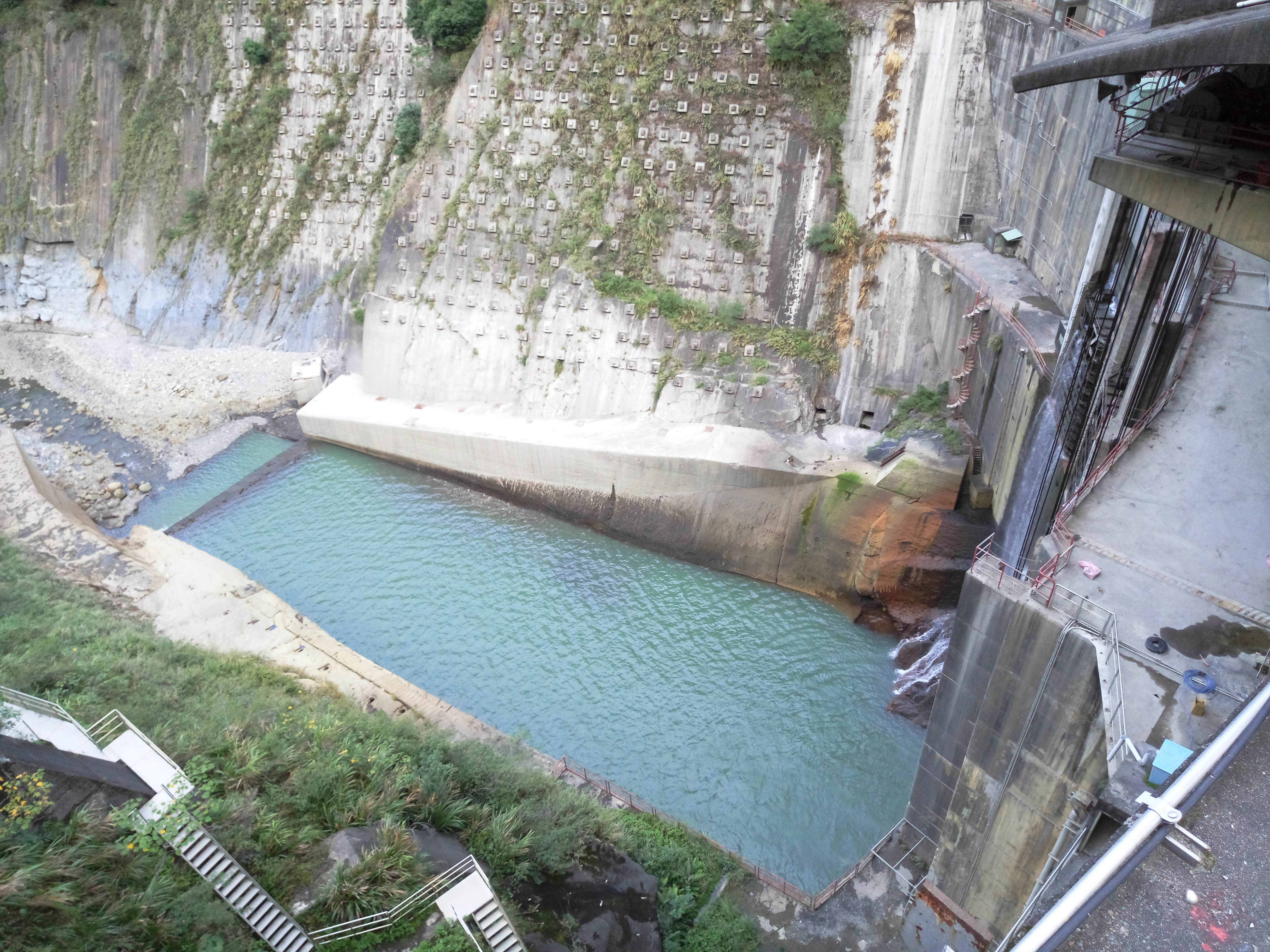
谷關水庫下游排洪道靜水池。
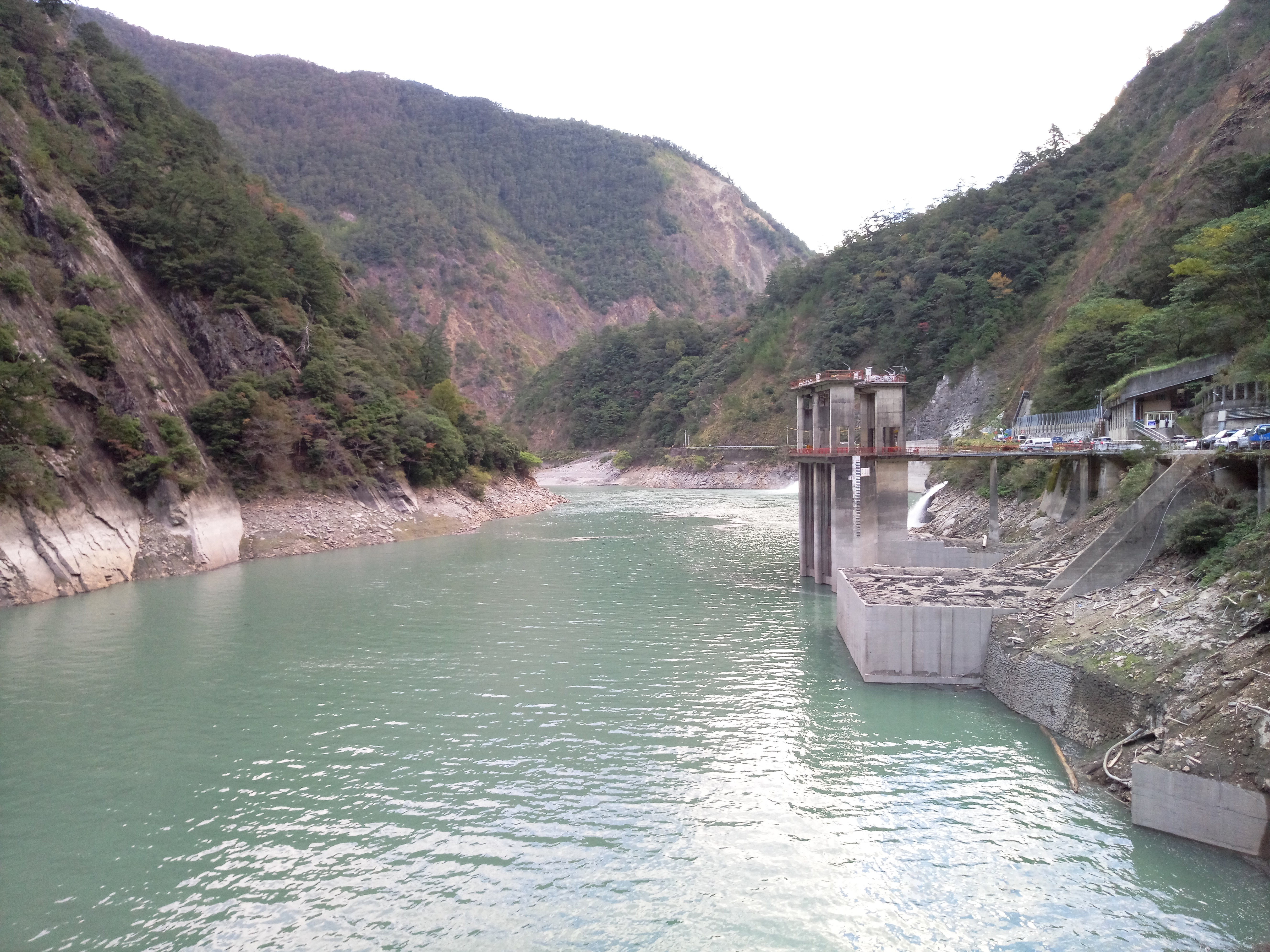
谷關水庫上的大甲溪發電廠谷關分廠發電進水口。
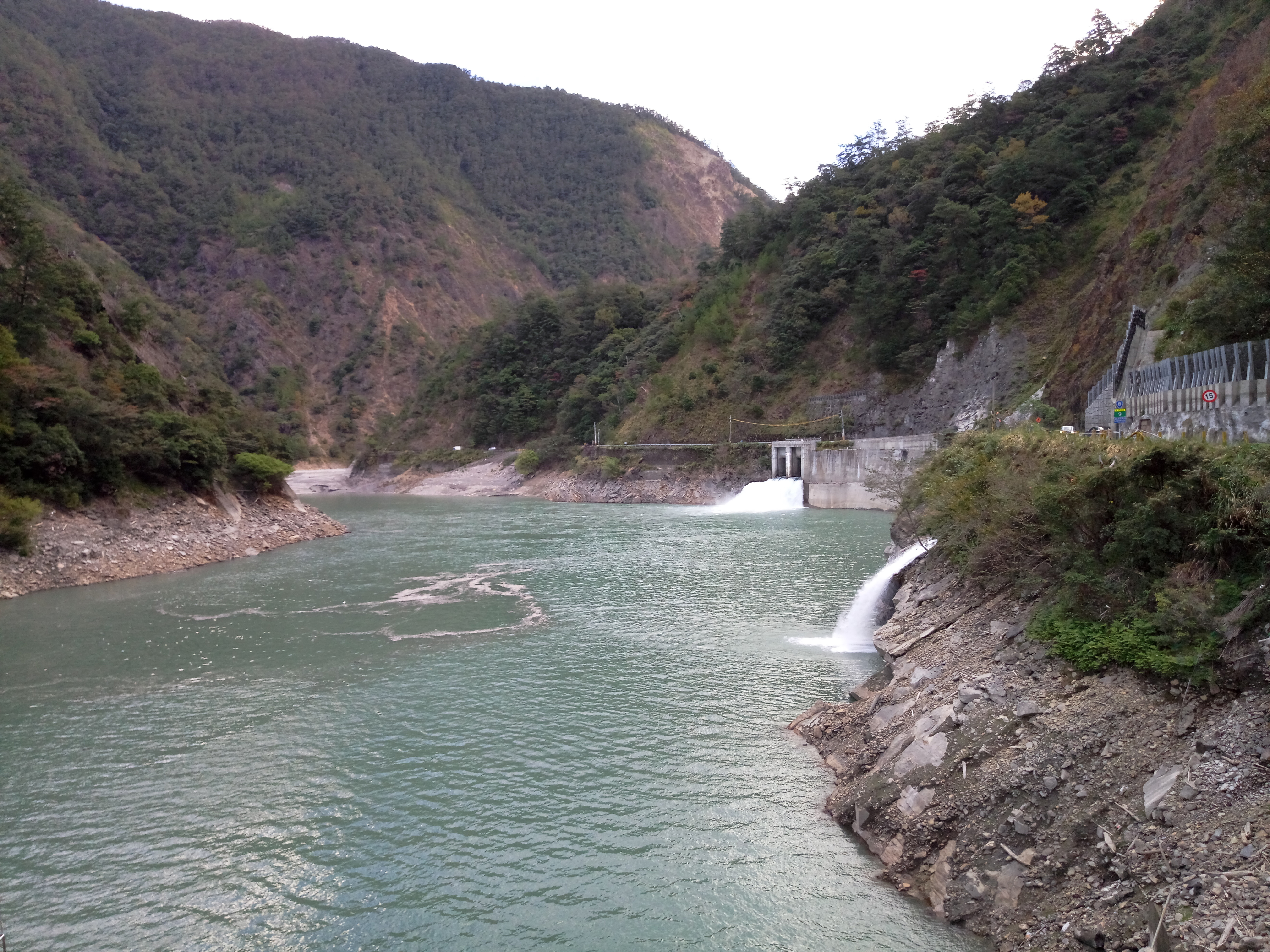
谷關水庫蓄水區內的大甲溪發電廠青山分廠發電尾水出口與地下廠房滲流水出水口。
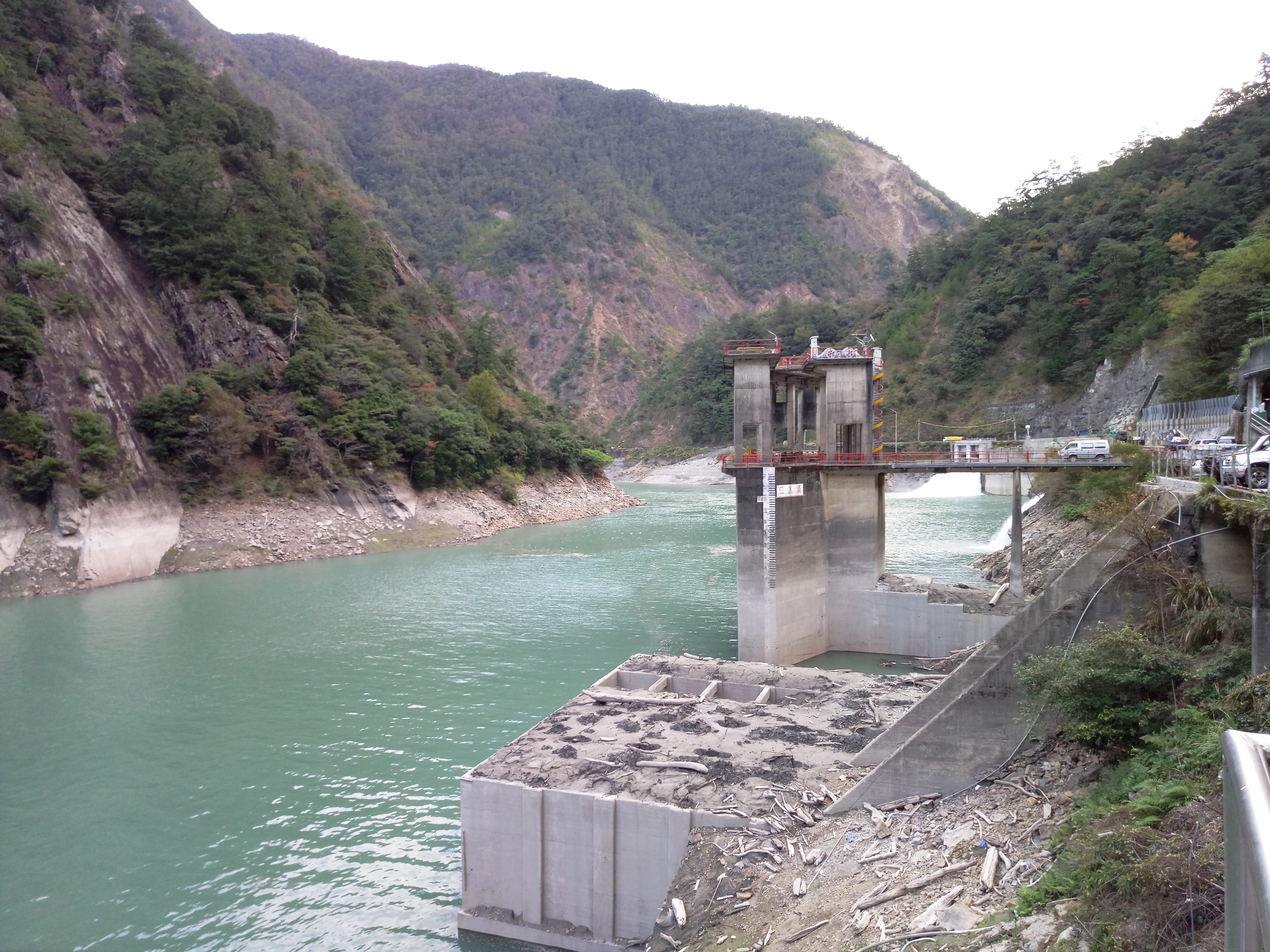
谷關水庫上游蓄水區。

## 腳註
1. ↑   (PDF).   [2021-06-02]. （原始内容 (PDF)存档于2020-08-10）.
2. ↑  .   [2009-09-04]. （原始内容存档于2009-02-04）.
3. ↑  睽違19年！865公車行駛「谷關-梨山」 盡覽中橫之美 （页面存档备份，存于），自由時報電子報2018-11-16新聞(2019-7-15閱覽)。

## 外部連結
- （繁體中文）台灣電力公司（页面存档备份，存于）